# Stephen Skinner
Prof. Dr. Stephen Skinner ( n. 1950 ) es un algólogo, y botánico australiano. En 1980, realizó al defensa de su tesis doctoral: The taxonomy, morphology and reproduction of the Myrionemaceae, Elachistaceae, Corynophlaeceae and Giraudyaceae (Phaeophyceae) in Southern Australian, de vii + 228 pp.
Se desempeña como profesor en la Universidad de Adelaida, en su "Departamento de Botánica".
- La abreviatura «S.Skinner» se emplea para indicar a Stephen Skinner como autoridad en la descripción y clasificación científica de los vegetales.[1]